# 辛塔什塔文化
辛塔什塔文化 （英語：Sintashta culture）是位於南烏拉爾山脈一帶的青銅器文化。存在於西元前2200~西元前1750年。該文化影響範圍包含今俄羅斯奧倫堡州、哈薩克北部。
辛塔什塔文化被認為可能與印度-伊朗語族的起源有關，是透過原始印歐人東進而形成的。印度-伊朗語族是印歐語系的一個主要分支。辛塔什塔文化挖掘出了已知最早的雙輪戰車，可能是雙輪戰車傳播的源頭。該文化亦已擅長金屬鍛造技術知名。
辛塔什塔文化之後衍生出安德羅諾沃文化。

## 圖片
|  |